# Albinas Visockas
Albinas Visockas (ur. 27 stycznia 1952 w Kieliškiai w rejonie koszedarskim) – litewski polityk, założyciel i pierwszy przewodniczący Litewskiej Partii Socjalistycznej (1994–1997). 

## Życiorys
Po ukończeniu szkoły średniej w Koszedarach podjął studia na Wydziale Literatury i Filologii Litewskiej Wileńskiego Uniwersytetu Państwowego (1970–1975). Po studiach pracował w Instytucie Historii Partii w Wilnie jako redaktor literatury społeczno-politycznej. W wyniku rozwiązania Instytutu w 1991 znalazł się wśród bezrobotnych – był zmuszony podjąć pracę w przedsiębiorstwie piekarskim "Vilniaus duona". 
Po przekształceniu KPL w Litewską Demokratyczną Partię Pracy został jej członkiem (do 1993). Rozczarowany polityką społeczną i gospodarczą litewskiej lewicy powołał do życia w 1994 własną inicjatywę – Litewską Partię Socjalistyczną, której został przewodniczącym (wybrany: 1994 i 1996). Obecnie jest członkiem Rady LSP. 
Żona Grażyna jest filologiem, mają razem syna Tomasza.

## Literatura
- Rimvydas Valatka, "Powrót betonu", Gazeta Wyborcza, nr 78/1994, 2-4 kwietnia 1994, s. 7